# Taça dos Campeões Europeus de Hóquei em Patins de 1972-73
A Taça dos Campeões Europeus de Hóquei em Patins de 1973 foi a 8ª edição da Taça dos Campeões.

## Equipas participantes
| País               | Clube            | Classificação                                                     |
| ------------------ | ---------------- | ----------------------------------------------------------------- |
| Alemanha Ocidental | RESG Walsum      | Campeão da Liga Alemã-Ocidental de 1971/72                        |
| Bélgica            | RH Rolta Louvain | Campeão da Liga Belga de 1971/72                                  |
| Espanha            | Reus Deportiu    | Campeão Europeu de 1971/72 e Campeão da Liga Espanhola de 1971/72 |
| Espanha            | FC Barcelona     | Vencedor da Taça Generalíssimo de 1971/72                         |
| França             | US Coutras       | Campeão da Liga Francesa de 1971/72                               |
| Itália             | Hockey Novara    | Campeão da Liga Italiana de 1971/72                               |
| Países Baixos      | RC Dordt         | Campeão da Liga Neerlandesa de 1971/72                            |
| Portugal           | SL Benfica       | Campeão da Liga Portuguesa de 1971/72                             |
| Suíça              | RS Zurique       | Campeão da Liga Suíça de 1971/72                                  |

## Jogos

### 1ª Eliminatória
| Equipa 1              | Total          | Equipa 2         | 1.ª Mão | 2.ª Mão |
| --------------------- | -------------- | ---------------- | ------- | ------- |
| SL Benfica            | 13-4           | RESG Walsum      | 8-3     | 5-1     |
| US Coutras            | 6-9            | RS Zurique       | 3-3     | 3-6     |
| RC Dordt              | 5-11           | RH Rolta Louvain | 2-4     | 3-7     |
| Hockey Novara         | 10-10 (0-2 gp) | FC Barcelona     | 4-4     | 6-6     |
| Isento: Reus Deportiu |                |                  |         |         |

### Fase Final
|  | Quartas de final | Quartas de final | Quartas de final | Quartas de final |                  |               | Semifinais   | Semifinais | Semifinais |  |  | Final | Final | Final |
|  |                  |                  |                  |                  |                  |               |              |            |            |  |  |       |       |       |
|  | 1                | RS Zurique       | 6                | 2                |                  |               |              |            |            |  |  |       |       |       |
|  | 8                | FC Barcelona     | 5                | 14               |                  |               |              |            |            |  |  |       |       |       |
|  | 8                | FC Barcelona     | 5                | 14               | FC Barcelona     |               |              |            |            |  |  |       |       |       |
|  |                  |                  |                  |                  |                  |               |              |            |            |  |  |       |       |       |
|  |                  |                  |                  |                  |                  |               |              |            |            |  |  |       |       |       |
|  | 4                |                  |                  |                  |                  |               |              |            |            |  |  |       |       |       |
|  |                  |                  |                  |                  |                  |               |              |            |            |  |  |       |       |       |
|  | 5                |                  |                  |                  |                  |               |              |            |            |  |  |       |       |       |
|  |                  |                  |                  |                  |                  |               | FC Barcelona | 5          | 7          |  |  |       |       |       |
|  |                  |                  |                  |                  |                  |               |              |            |            |  |  |       |       |       |
|  |                  | SL Benfica       | 3                | 7                |                  |               |              |            |            |  |  |       |       |       |
|  | 3                | SL Benfica       | 3                | 7                | RH Rolta Louvain | 4             | 1            |            |            |  |  |       |       |       |
|  | 3                |                  |                  |                  | RH Rolta Louvain | 4             | 1            |            |            |  |  |       |       |       |
|  | 6                | Reus Deportiu    | 4                | 14               |                  |               |              |            |            |  |  |       |       |       |
|  | 6                | Reus Deportiu    | 4                | 14               |                  | Reus Deportiu | 2            | 2          |            |  |  |       |       |       |
|  |                  |                  |                  |                  |                  | Reus Deportiu | 2            | 2          |            |  |  |       |       |       |
|  |                  | SL Benfica       | 5                | 2                |                  |               |              |            |            |  |  |       |       |       |
|  | 2                | SL Benfica       | 5                | 2                | SL Benfica       |               |              |            |            |  |  |       |       |       |
|  | 2                |                  |                  |                  | SL Benfica       |               |              |            |            |  |  |       |       |       |
|  | 7                |                  |                  |                  |                  |               |              |            |            |  |  |       |       |       |
|  |                  |                  |                  |                  |                  |               |              |            |            |  |  |       |       |       |

### Quartos-de-final
| Equipa 1           | Total | Equipa 2      | 1.ª Mão | 2.ª Mão |
| ------------------ | ----- | ------------- | ------- | ------- |
| RS Zurique         | 8-19  | FC Barcelona  | 6-5     | 2-14    |
| RH Rolta Louvain   | 5-18  | Reus Deportiu | 4-4     | 1-14    |
| Isento: SL Benfica |       |               |         |         |

### Meias-finais
| Equipa 1             | Total | Equipa 2   | 1.ª Mão | 2.ª Mão |
| -------------------- | ----- | ---------- | ------- | ------- |
| Reus Deportiu        | 4-7   | SL Benfica | 2-5     | 2-2     |
| Isento: FC Barcelona |       |            |         |         |

### Final
| Equipa 1     | Total | Equipa 2   | 1.ª Mão | 2.ª Mão |
| ------------ | ----- | ---------- | ------- | ------- |
| FC Barcelona | 12-10 | SL Benfica | 5-3     | 7-7     |

| Campeão Europeu 1972-1973 |
| ------------------------- |
|                           |
| FC Barcelona (1.º título) |

### Internacional
- Ligações para todos os sítios de hóquei
- Mundook- Sítio com notícias de todo o mundo do hóquei
- Hoqueipatins.com - Sítio com todos os resultados de Hóquei em Patins